# 우지이에정
우지이에정(氏家町)은 도치기현 중부에 위치했던 정이다. 우쓰노미야시의 통근율은 20%였고 오슈 가도의 역참마을이었다.
2005년 3월 28일에 기쓰레가와정과 신설 합병해 사쿠라시가 되었기 때문에 폐지했다.

## 역사
- 1889년 4월 1일 - 4개의 촌이 합병해 우지이에정이 성립하였다.
- 1954년 3월 31일 - 시오바라군 니타촌을 분촌해 편입하였다.
- 1955년 4월 1일 - 야이타촌의 일부를 편입하였다.
- 2005년 3월 28일 - 기쓰레가와정과 신설 합병으로 사쿠라시가 되어 폐지되었다.

## 교통

### 철도
- 동일본 여객철도 우쓰노미야 선(도호쿠 본선)

### 도로
- 국도 제4호선
- 국도 제293호선